# Stizocera elegantula
Stizocera elegantula là một loài bọ cánh cứng trong họ Cerambycidae.